# Inside (série de televisão)
Inside (estilizado como INSiDE) é uma série de televisão neozelandesa dirigida por Peter Salmon e estrelada por Morgana O'Reilly e Josh Thomson. A série é uma coprodução da Luminous Beast com NZ On Air e Prime Television. A série é composta por oito episódios de 15 minutos e estreou no canal Sky TV em setembro de 2020. Em 2021, ganhou o prêmio de Melhor Série Curta Duração no 50° International Emmy Awards.

## Sinopse
Rose é uma germófoba introvertida cujo trabalho em um aplicativo de bate-papo por vídeo lhe permite observar a vida das pessoas à distância. Mas suas ações desenterram um trauma de seu passado.

## Elenco
- Morgana O'Reilly ... Rose
- Josh Thomson ... Adrian
- Sam Snedden ... Sam James
- June Van Griffin ... Maisie
- Carrie Green ... Rima
- Phil Brown ... Ted
- Rajeev Varma ... Carl
- Kate Simmonds ... Jackie
- Jacqueline Joe ... Sara
- Fernanda Campos ... Maria
- Michele Hine ... Mum
- Omar Al-Sobky ... Ali